# Yoshiaki Takaki

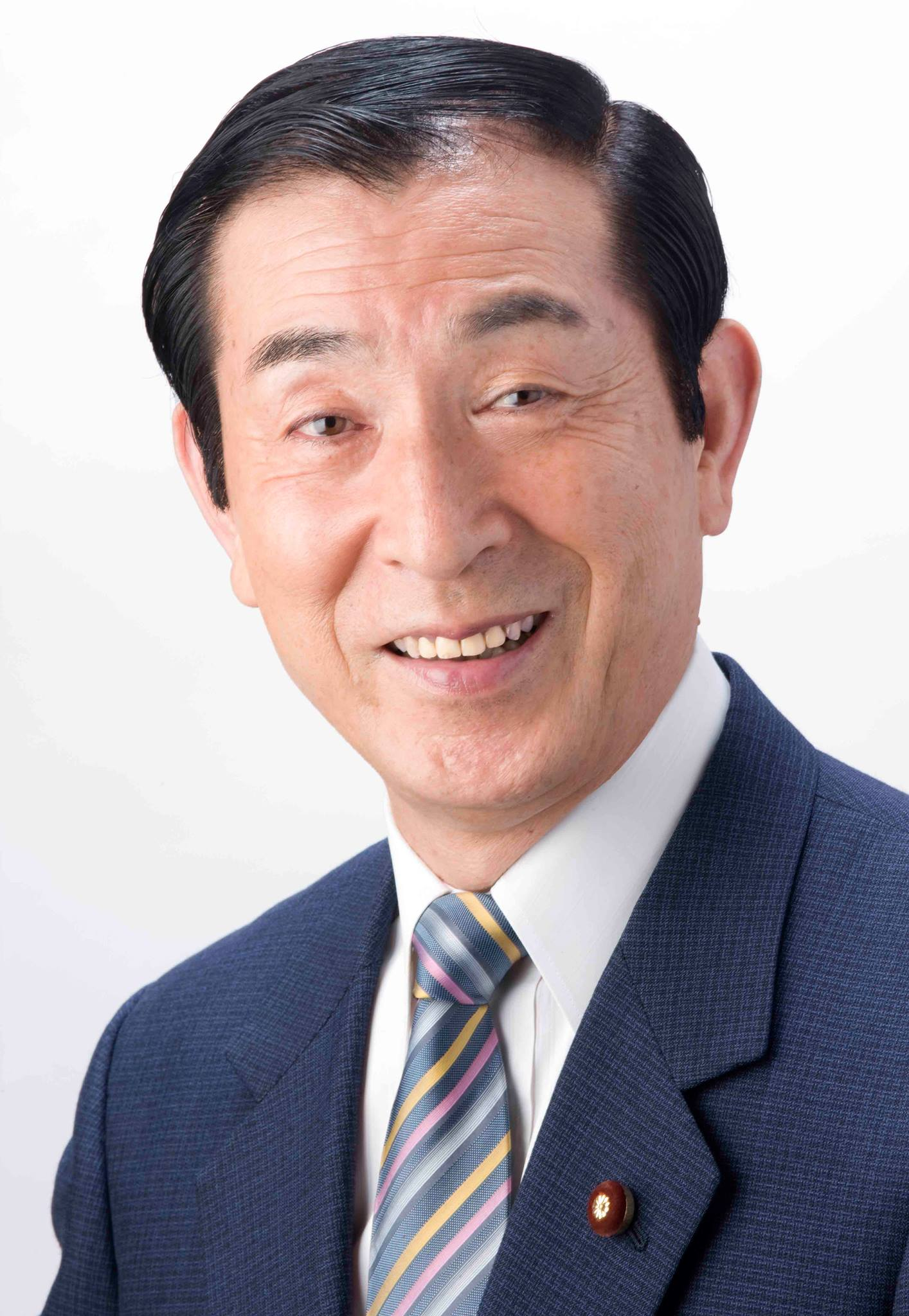
Yoshiaki Takaki, 2010

Yoshiaki Takaki (jap. 髙木 義明, Takaki Yoshiaki; * 22. Dezember 1945 in Shimonoseki, Präfektur Yamaguchi) ist ein japanischer Politiker (Demokratisch-Sozialistische Partei→Neue Fortschrittspartei→Shintō Yūai→Demokratische Partei→Demokratische Fortschrittspartei). Von 1990 bis 2017 war er für neun Wahlperioden Mitglied des Abgeordnetenhauses, davor seit 1987 Mitglied des Präfekturparlaments von Nagasaki, davor seit 1975 Mitglied des Stadtparlaments von Nagasaki. Von 2010 bis 2011 war er Minister für Bildung, Wissenschaft und Technologie im Kabinett Kan (erste und zweite Umbildung).
Takaki arbeitete nach seinem Oberschulabschluss 1964 auf der Werft Nagasaki von Mitsubishi Jūkōgyō, wo er sich in der Gewerkschaft engagierte. 1975 wurde er für die erste von drei Amtszeiten in den Stadtrat von Nagasaki gewählt. 1987 kandidierte er erfolgreich für das Präfekturparlament Nagasaki. Vor Ende seiner ersten Amtszeit wechselte er in die nationale Politik und trat bei der Shūgiin-Wahl 1990 für die Demokratisch-Sozialistische Partei im alten fünfmandatigen Wahlkreis Nagasaki 1 an, dem Wahlkreis von Takeo Nishioka und Fumio Kyūma, zu dem auch die Stadt Nagasaki gehörte. Takaki wurde mit dem dritthöchsten Stimmenanteil erstmals ins Shūgiin gewählt und seither achtmal im Amt bestätigt – nach der Wahlrechtsreform zunächst 1996 für die Neue Fortschrittspartei (NFP) im Verhältniswahlblock Kyūshū, ab 2000 viermal im neuen Einzelwahlkreis Nagasaki 1 sowie 2012 und 2014, als er den Wahlkreis knapp an den Liberaldemokraten Tsutomu Tomioka verlor, wieder nur im Block. Im Shūgiin war er Vorsitzender des Sonderausschusses für Kohleförderung (1998/99), des Sicherheitsausschusses (1998–2001) und des Agrarausschusses (2004).
Nach der Auflösung der NFP 1997 gehörte Takaki zur Shintō Yūai, der „Neuen Partei Brüderlichkeit“, von Kansei Nakano, die im April 1998 Teil der „neuen“ Demokratischen Partei wurde. Dort war er unter anderem Vorsitzender des Präfekturverbandes Nagasaki, ab 2005 unter Seiji Maehara Vizevorsitzender (fuku-daijin), unter Ichirō Ozawa von 2006 bis 2007 Vorsitzender des Komitees für Parlamentsangelegenheiten und von 2007 bis 2009 erneut Vizevorsitzender. Seit 2012 ist er unter Banri Kaieda wieder Vorsitzender des Komitees für Parlamentsangelegenheiten.
Im September 2010 unterstützte er den unterlegenen Ozawa gegen Naoto Kan bei der Wahl des Parteivorsitzenden und wurde als einer von wenigen Anhängern Ozawas als Minister in Kans umgebildetes Kabinett berufen. Der neue Parteivorsitzende und Premierminister Yoshihiko Noda berücksichtigte ihn nicht für sein neues Kabinett vom 2. September 2011. In der Demokratischen Partei übernahm er 2013 den Vorsitz der Demokratisch-Sozialistischen Gesellschaft (vormals Kawabata-Gruppe).
Bei der Abgeordnetenhauswahl 2017 kandidierte Takaki nicht für eine Wiederwahl. Seinen Verzicht hatte er im September 2017 angekündigt, der Präfekturverband Nagasaki der Demokratischen Fortschrittspartei legte Takeo Nishiokas Tochter Hideko als Nachfolgekandidatin im Wahlkreis Nagasaki 1 fest –  Nishioka kandidierte (und gewann) letztlich für die Partei der Hoffnung.